# Ari'imate
Quốc Vương Ari'imate Teurura'i (1824 – 14 Tháng 4, 1874) là người sáng lập nên Nhà Teururai, một vương triều đã cai trị hai hòn đảo Huahine và Mai'ao trong thế kỉ thứ 19.
Ông được thừa nhận là Vua của Huahine năm 1852 cho đến khi ông bị phế năm 1868.

## Gia đình
Ari'imate Teururai sinh ra tại Huahine năm 1824, là người con trai duy nhất của Lãnh tụ Ta'aroa Ari'i và Phu nhân Té-mata-fainu'u vahine. Đồng thời cũng là cháu nội của Quốc Vương Mahine Tehei'ura.

## Người sáng lập nên Vương triều Teururai
Đầu năm 1850, một cuộc nội chiến nổ ra đã lật đổ Nữ hoàng Teriitari'a II. Các nhà nắm quyền bấy giờ đã chọn ông để nối ngôi trở thành quân chủ cai trị ngày 18 Tháng 3, 1852.
Và vì thế ông chính thức trở thành vua của Huahine năm 1852.
12 năm sau, lại có một cuộc nội chiến xảy ra nhằm lật buộc ông thoái vị và truyền ngôi cho vợ ông, Tehaapapa II.

## Hôn nhân và con cái

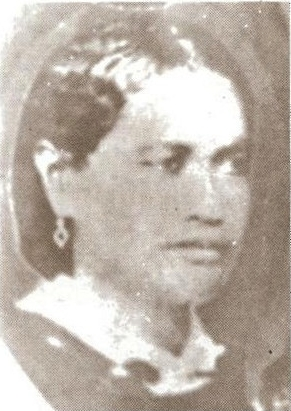
Con gái ông, Công chúa Tapiria Teururai, kết hôn với Ari'ipeu a Hiro

Ông kết hôn năm 1840 với Công chúa Maerehia Tamatoa (người được chọn để kế vị ngai vàng Ra'iatea nếu Đức vua Tamatoa IV của Ra'iatea và Taha'a băng hà) và có với nhau 12 đứa con:
- Công chúa Témari'i Teuurai (1848–1891), Nữ hoàng Huahine sau này.
- Công chúa Tapiria Teururai (1850–1888).
- Thái tử Marama Teururai (1851–1909), cha của Teha'apapa III.
- Công chúa Vai-ra'a-toa Teururai
- Hoàng tử Ari'imate Teururai (1853–1907), vị quân chủ cuối cùng của ngai vàng Rai'atea.
- Hoàng tửTéri'i-té-po-rou-ara'i Teururai (1857–1899)
- Hoàng tử Fatino Marae-ta'ata Teururai (1859–1884)
- Công chúa Tu-rai-ari'i Teururai (1862-?)
- Công chúa Téri'i-na-va-ho-ro'a Teururai (1863–1918)
- Công chúaTé-fa'a-ora Teururai (1868–1928)

Ari'imate mất ngày 14 Tháng 4, 1874.